# Kolonin Rhode Island och Providenceplantagen
Kolonin Rhode Island och Providenceplantagen (engelska: Colony of Rhode Island and Providence Plantations) var åren 1636-1776 en engelsk, från 1707 brittisk, besittning i  Nordamerika. I samband med Amerikanska revolutionen omvandlades området till den amerikanska delstaten Rhode Island.

### Fotnoter
1. ↑  ”Rhode Island” (på engelska). World Statesmen. http://www.worldstatesmen.org/US_states_O-R.html#Rhode. Läst 9 november 2015.